# Antonio Emery
Antonio Emery Arocena (Fuenterrabía, 26 de julio de 1905-29 de marzo de 1982) fue un futbolista español que jugó de portero. Jugó durante toda su carrera en el Real Unión de Irún.
Antonio Emery es padre de Juan Emery y Román Emery Alza, futbolistas de segunda división en la década de 1950, así como abuelo del exfutbolista y entrenador Unai Emery. Además le precedieron como futbolistas de la Real Unión sus dos hermanos mayores, el defensa Francisco Emery y el centrocampista Román Emery Arocena. 

## Carrera deportiva
Antes de la creación de la Primera División, Antonio Emery ya era futbolista profesional, ya que llegó al Real Unión de Irún en 1923, a la edad de 18 años.
En la temporada 1923-24 levantó, con el Real Unión, la Copa del Rey de Fútbol 1924, después de vencer al Real Madrid en la final, mientras que en la temporada 1926-27 volvió a levantar el título de Copa, después de vencer al Arenas Club en la final.
Con la creación de la liga en 1928-29, el Real Unión se convirtió en uno de los clubes fundadores, y en la primera jornada, Emery, pasó a la historia de la competición después de ser el primer portero en recibir un gol en la liga española.
En la temporada 1931-32 el Real Unión terminó descendiendo a Segunda División, y en la temporada 1934-35, Emery, se retiró como futbolista.

## Clubes
| Club               | País   | Año       |
| ------------------ | ------ | --------- |
| Real Unión de Irún | España | 1923-1935 |

## Palmarés

### Títulos nacionales
| Título       | Club               | País   | Año  |
| ------------ | ------------------ | ------ | ---- |
| Copa del Rey | Real Unión de Irún | España | 1924 |
| Copa del Rey | Real Unión de Irún | España | 1927 |